# 天王洲 銀河劇場
天王洲 銀河劇場（てんのうずぎんがげきじょう、英語：The Galaxy Theatre）は、東京都品川区東品川二丁目（天王洲アイル）のシーフォートスクエア内にある劇場である。1992年（平成4年）の開場時は「アートスフィア」という名称であった。
2006年（平成18年）4月に運営会社が株式会社スフィアから株式会社ホリプロのグループ会社である株式会社銀河劇場になった際にリニューアルされ、同年10月に「天王洲 銀河劇場」としてリニューアルオープンした。

## 概要

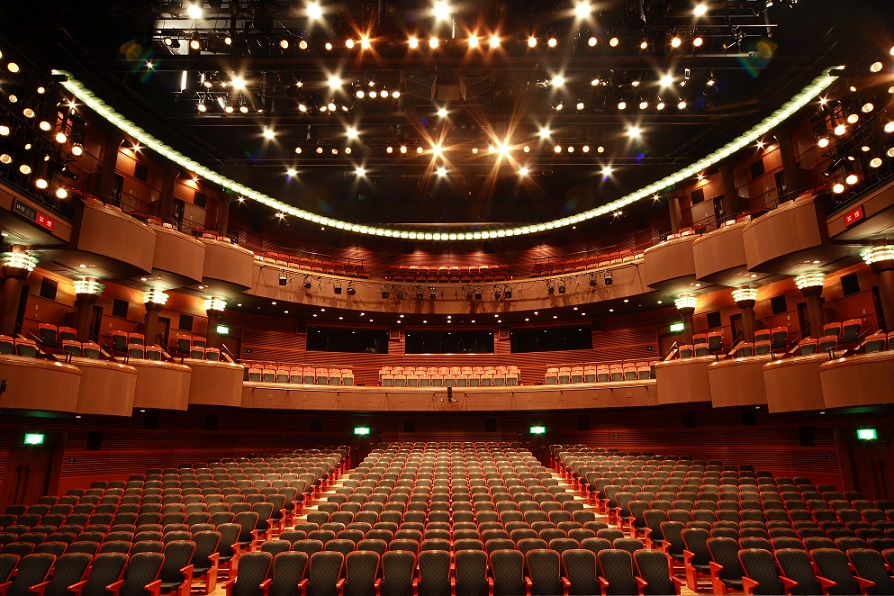
客席

馬蹄形三層構造の吹き抜けの劇場。舞台と客席の距離が最大でも20メートルという近さが特徴。ボックス席が2階と3階に設けられている。
2016年2月1日付で代々木アニメーション学院を運営する株式会社代々木ライブ・アニメイションとその親会社である株式会社キョウデンエリアネットが、株式会社ホリプロより「天王州 銀河劇場」を取得した。
2017年4月1日から代々木アニメーション学院の運営による「天王洲YOANI劇場」に改称される予定であったが、商標権を保有するホリプロと合意に達したため、2017年4月以降も「天王洲 銀河劇場」の名称が継続使用されている。
劇場にカフェ・バー“STRA DE ROUGE”が併設されていたが、2018年4月1日の営業をもって閉店した。

## アクセス
- 東京モノレール羽田空港線 天王洲アイル駅から徒歩約1分。
- 東京臨海高速鉄道りんかい線 天王洲アイル駅A出口から徒歩約5分。